# Авіаційний діапазон

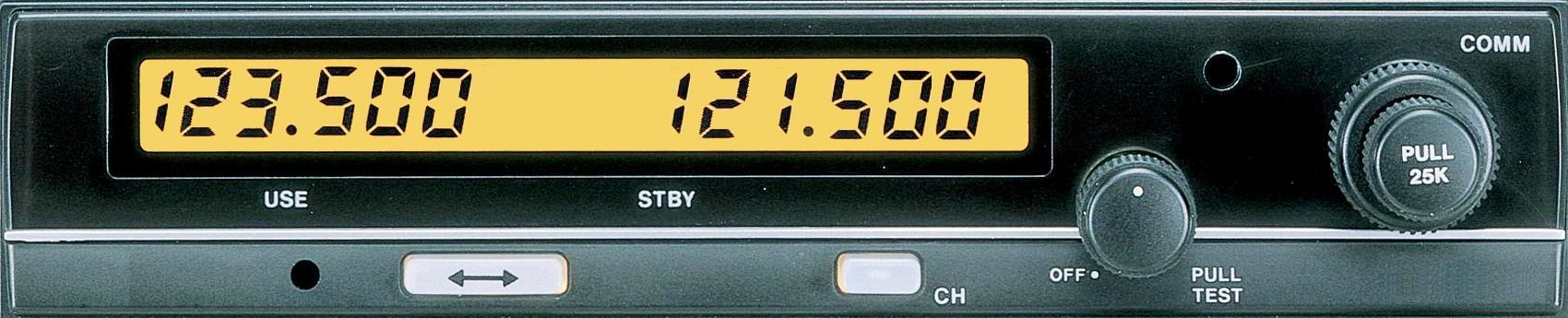
Авіаційний трансивер.

Авіаційний діапазон (англ. Airband) — діапазон частот ультракоротких радіохвиль, виділений для радіозв'язку в галузі цивільної авіації, його іноді також називають VHF. Частоти цього діапазону використовуються для радіонавігації та керування повітряним рухом.
У більшості країн необхідна ліцензія на експлуатацію обладнання, що працює в авіаційному діапазоні.

## Спектр частот

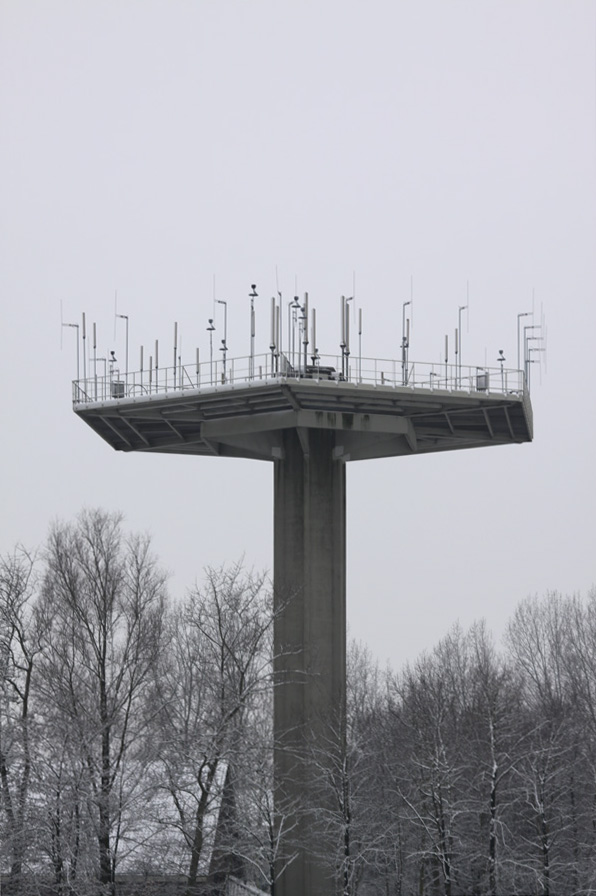
Антенна решітка в аеропорту Амстердама

Авіаційний діапазон використовує частоти від 108 до 137 МГц. Найнижчі 10 МГц діпазону (108–117.95 Мгц) розділені на 200 вузькосмугових каналів по 50 кГц кожний. Вони зарезервовані для навігаційних засобів, таких як VOR-радіомаяки і системи посадки повітряних кораблів ILS.
Типова дальність передачі на частотах авіадіапазону для літака на висоті 35 000 футів (10,6 км) складає близько 200 миль (322 км) за добрих погодних умов.
Для зв'язку в авіаційному діапазоні використувується амплітудна модуляція.

## Несанкціоноване використання
У більшості країн є незаконним передача в авіадіапазоні без відповідної ліцензії.
Прослуховування частот авіадіапазону без ліцензії також є порушенням в деяких країнах, в тому числі у Великій Британії